# Burin
Burín ali borin je na Jadranu priobalni nočni termični veter, ki piha s kopnega proti morju in nastane, ker se kopno po zahodu sonca ohlaja hitreje kot morje. Piha od sončnega zahoda do sončnega vzhoda iz smeri sever-severovzhod (NNE) do vzhod-severovzhod (ENE).  
Burin je značilen veter za vso Jadransko obalo in ima pretežno menjajočo se jakost, ki pa ne presega hitrosti okoli 6 metrov v sekundi. Jakost pogojuje razlika med temperaturo morja in kopna. Najbolj izrazit je poleti in v primeru stabilne vremenske slike, ko na ozračje ne vplivajo vremenske fronte. Burin je nasprotno od hladne in močne burje zelo prijeten in osvežujoč veter. Njegov dnevni "pandan", ki piha z morja na kopno, je maestral.